# Sumitomo Mitsui Financial Group

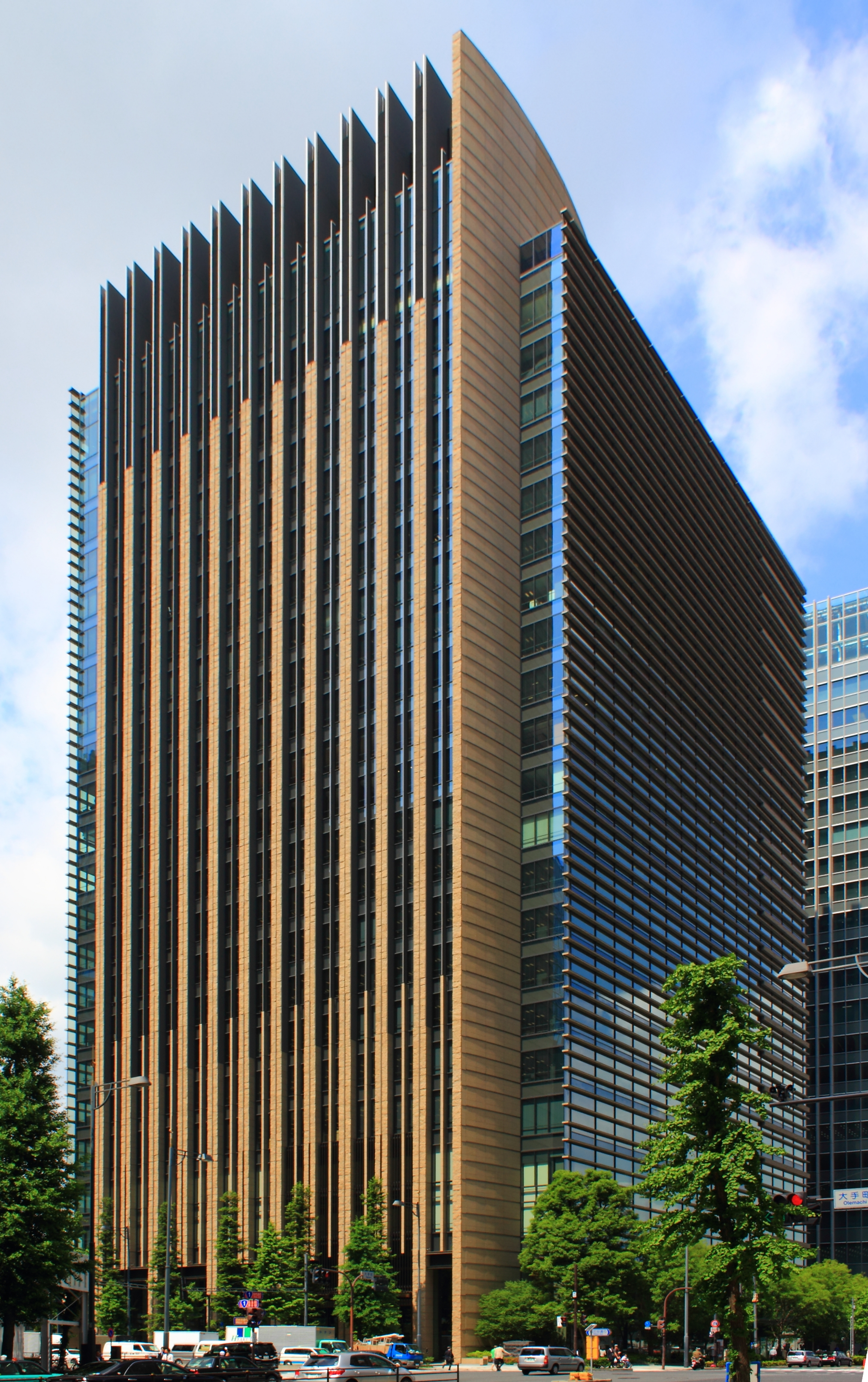
SMBC-Firmengebäude in Tokio

Das Unternehmen K.K. Sumitomo Mitsui Financial Group (jap. 株式会社三井住友フィナンシャルグループ, Kabushiki kaisha Mitsui Sumitomo Finansharu Gurūpu, engl. Sumitomo Mitsui Financial Group, Inc.) ist ein Finanzdienstleistungsunternehmen in Japan und die drittgrößte Bank in Japan. Der Hauptsitz des Unternehmens befindet sich in Chiyoda, Tokio. Das Unternehmen ist Teil der Sumitomo Group.
Mit einem Umsatz von 49,1 Mrd. US-Dollar, bei einem Gewinn von 7,2 Mrd. USD, steht Sumitomo Mitsui laut den Forbes Global 2000 auf Platz 59 der weltgrößten Unternehmen (Stand: GJ 2017). Das Unternehmen kam Mitte 2018 auf eine Marktkapitalisierung von ca. 58 Mrd. USD.

## Geschichte
Am 1. April 2001 fusionierten die Sakura Bank (gegründet 1876) und die Sumitomo Bank (1895) zur Sumitomo Mitsui Banking Corporation (SMBC). Am 2. Dezember 2002 gründete die SMBC die Holding-Gesellschaft Sumitomo Mitsui Financial Group (SMFG).
2005 wurde Teisuke Kitayama Präsident des Unternehmens. 2006 waren in der Sumitomo Mitsui Financial Group 20.322 Menschen beschäftigt.
2008 unterstützte die SMFG die britische Barclays Bank mit einer Finanzspritze in Milliardenhöhe.
Die Sumitomo Mitsui Financial Group wird seit November 2011 vom Financial Stability Board (FSB) als eines von 30 „systemically important financial institutions“ (systemisch bedeutsamen Finanzinstituten) eingestuft. Sie unterliegt damit einer besonderen Überwachung und strengeren Anforderungen an die Ausstattung mit Eigenkapital.
2017 lag die Bilanzsumme bei 1,8 Billionen US-Dollar.
Infolge des Brexit verlagerte Sumitomo seinen Europasitz von London nach Frankfurt am Main und gründete die SMBC Bank EU AG mit Sitz in Frankfurt am Main, die SMBC Nikko Capital Markets Europe GmbH im Jahr 2017 und die SMBC Leasing (UK) Limited (Niederlassung Frankfurt) im Jahr 2018. In Deutschland sind die SMBC Bank EU AG sowie die Sumitomo Mitsui Banking Corporation darüber hinaus mit je einer Filiale in Düsseldorf vertreten. Die SMBC EU Bank AG unterhält nach Beschäftigtenzahlen die größte Niederlassung in Frankfurt, wo auch alle Vorstandsmitglieder vertreten sind.